# Rutland County
För andra betydelser, se Rutland (olika betydelser).
Rutland County är ett county i delstaten Vermont i USA. Det är ett av fjorton countyn i staten. Den administrativa huvudorten (county seat) är Rutland. År 2010 hade countyt 61 642 invånare. 

## Geografi
Enligt United States Census Bureau så har countyt en total area på 2 447 km². 2 415 km² av den arean är land och 32 km² är vatten. 

### Angränsande countyn
- Addison County, Vermont - nord
- Windsor County, Vermont - öst
- Bennington County, Vermont - syd
- Washington County, New York - väst